# Stessa spiaggia, stesso mare
Stessa spiaggia, stesso mare è un brano musicale della cantante italiana Mina scritto da Mogol per il testo e dal maestro Piero Soffici per la musica, pubblicato a maggio 1963 nel 45 giri Stessa spiaggia stesso mare/Ollallà Gigi; nello stesso mese venne incisa da Stelvia Ciani come lato B nel singolo Quel fiore rosso/Stessa spiaggia stesso mare e un mese dopo venne incisa da Piero Focaccia nel 45 giri Stessa spiaggia stesso mare/Portala in cantina; nello stesso anno la incise anche Gastone Parigi nel singolo Stessa spiaggia stesso mare/Il tangone.
I dischi che riscossero più successo furono quello di Mina e quello di Focaccia.

## Storia
Canzone semplice e accattivante, con rime banali e prevedibili, ma dotata di grande "cantabilità", che riesce comunque nell'intento di lanciare Focaccia, ex bagnino di Cesenatico, nel mondo della canzone. Mina, contrariamente alla sua consuetudine, non personalizza il brano, stilisticamente identico a quello del cantante romagnolo
Questo pezzo presterà più tardi il titolo al successivo album di Mina. 

## Successo e classifiche
La versione di Mina rimane in classifica per 11 settimane consecutive dal 22 giugno al 31 agosto oscillando tra il 4º (raggiunto due volte: la settimana del 20 giugno e quella del 3 agosto) e il 9º posto, lasciando le prime dieci a favore proprio di quella di Piero Focaccia, che tuttavia non riuscirà a far meglio del settimo posto raggiunto il 7 settembre.
Anche nelle vendite annuali relative al 1963, il singolo di Mina si posiziona 32º, mentre quello di Focaccia 40º.

## Cover di Mina in lingua straniera
Sempre nel 1963 la cantante incide il brano anche in
- spagnolo, titolo La misma playa, testo di Manuel Salina, incluso nelle raccolte Mina canta in spagnolo (1995) e Mina latina due (1999).

Nella discografia spagnola si trova nell'EP del 1963 Renato (Discophon 27.234).
- francese, titolo Tout s'arrange quand on s'aime, testo di André Salvet e Claude Carrère, in Internazionale (1998) e (discografia francese) Notre étoile (1999).

## Altre cover in italiano
- Nel 1963 Rita Bertolini e gli Enigmisti per la Nuova Enigmistica Tascabile, N. 467.[9]
- Angelo Mauro nel suo album Stesso sole stesso mare (Giesse Record GS 678) del 1991.[10]
- Le Cicale (al secolo: Mara Pacini e Gisella Fusi) nel singolo del 1978 (Ri-Fi RFN.NP 16749).[11]
- Edoardo Vianello nel 2008 nell'album Replay - L'altra mia estate[12]